# Fraxinus lanuginosa
Fraxinus lanuginosa — вид квіткових рослин з родини маслинових (Oleaceae).

## Біоморфологічна характеристика
Це листопадне дерево до 15 метрів. Кора гладка, темно-сіра. Бруньки блідо-рожево-коричневі до сіро-коричневих, густо вкриті короткими сірими волосками. Листки попарно супротивні, перисті, 10–15 см завдовжки, з 3–7 листочками; листочки широко-яйцюваті, 4–7 × 2–4 см, внизу біля основи запушені, з тонкозубчастим краєм і короткими нечіткими ніжками. Квіти утворюються в волотях після появи нових листків наприкінці весни, кожна квітка з чотирма тонкими кремово-білими пелюстками довжиною 5–7 мм. Плід — тонка крилатка, 20–40 × 3–5 мм, червонувата, при дозріванні коричнева.
Насіння розсіюється вітром у середині вересня. Може рости як піонерний або проміжний вид. Цвіте з кінця травня до початку червня і запилюється жуками, мухами, бджолами та вітром.

## Поширення
Ареал: Японія (Хоккайдо, Хонсю, Кюсю, Сікоку), Примор'я?.
Росте на висотах від 500 до 2000 метрів. Зустрічається в горах, у змішаних лісах на схилах.

## Використання
Деревина використовується для виготовлення бейсбольних біт і електрогітар. Кора використовується в традиційній китайській медицині.

## Галерея

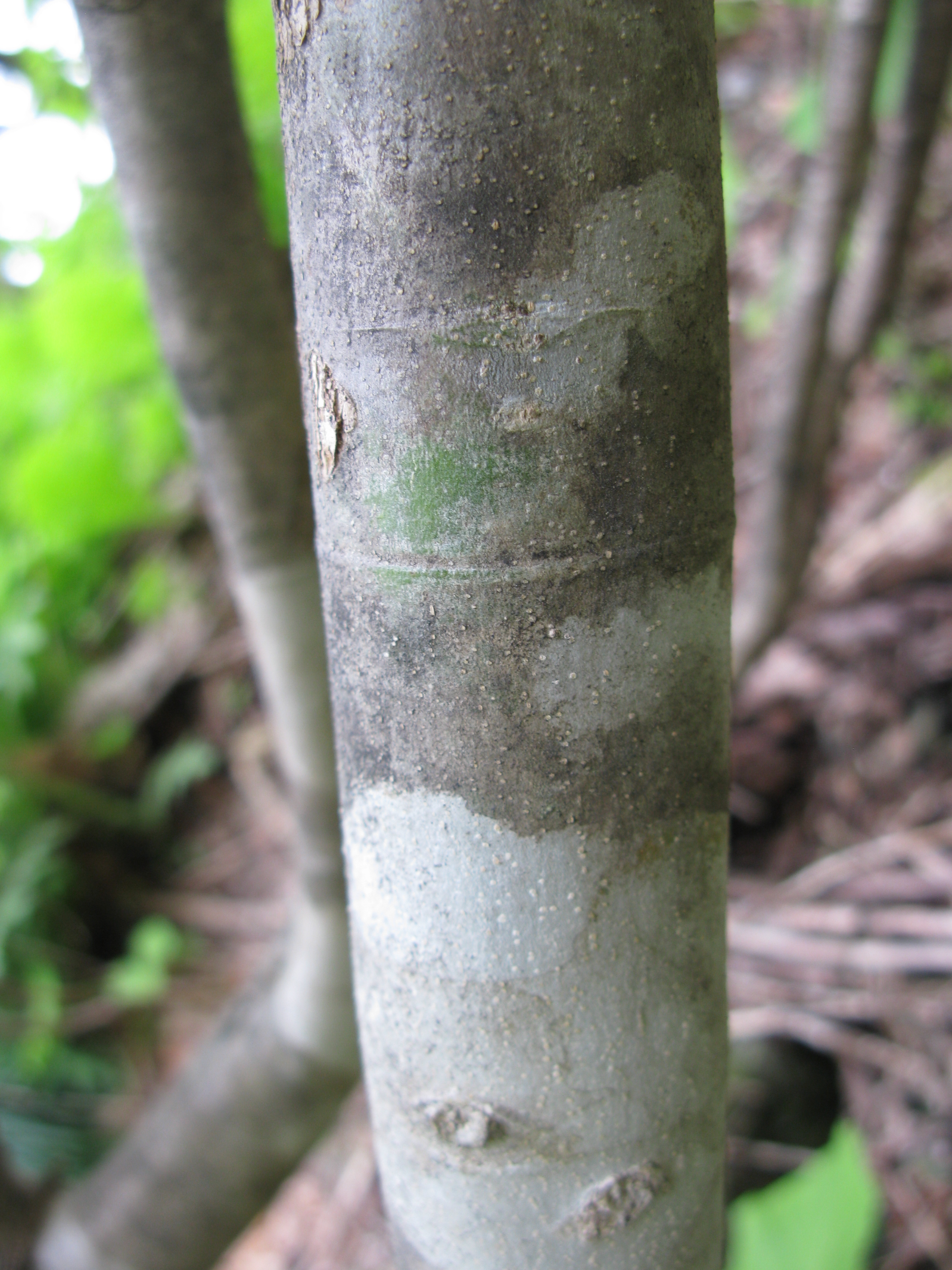
Стовбур Fraxinus lanuginosa f. serrata
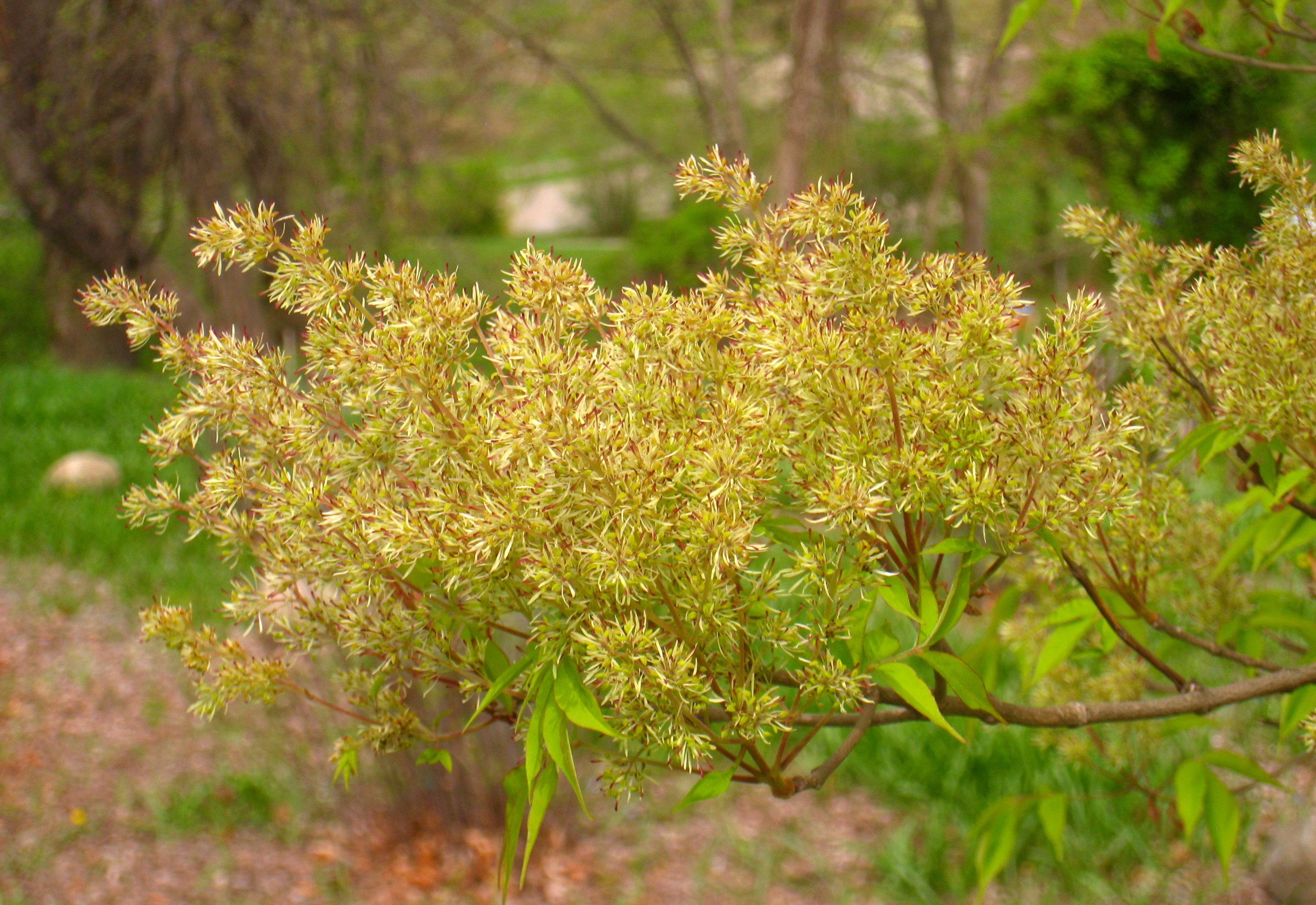
Квітучий Fraxinus lanuginosa f. lanuginosa